# Championnat d'Asie des clubs féminin de volley-ball
Le Championnat féminin AVC des clubs, officiellement Asian Women's Club Volleyball Championship est la plus prestigieuse compétition par clubs du volley-ball féminins en Asie. Il est organisé par l'Asian Volleyball Confederation (AVC). Jusqu'en 2004, il portait le nom de AVC Cup Women's Club Tournaments.

## Palmarès
| Année | Lieu              | Champion             | Finaliste               | Troisième                 | Quatrième           |
| ----- | ----------------- | -------------------- | ----------------------- | ------------------------- | ------------------- |
| 1999  | Ubon Ratchathani  | LG Caltex Oil Corp   | Aero THA-di             | Shanghai Cable TV         | Alma DINA-dmo       |
| 2000  | Shaoxing          | Shanghai Cable TV    | NEC Red Rockets         | Zhejiang Nandu            | Hyundai Greenfox    |
| 2001  | Hô-Chi-Minh-Ville | Shanghai Cable TV    | Hisamitsu Springs       | Aero THA-di               | Rahat CSKA          |
| 2002  | Bangkok           | Hisamitsu Springs    | BEC World               | Rahat Almaty              | Shanghai Cable TV   |
| 2004  | Almaty            | Rahat Almaty         | Bayi Yiyang             | Chung Shan                | Astana Kanaty       |
| 2005  | Ninh Binh         | Tianjin Bridgestone  | Chung Shan              | Korea Highway Corporation | Rahat CSKA          |
| 2006  | Manille           | Tianjin Bridgestone  | Chung Shan              | Sang Som                  | Rahat CSKA          |
| 2007  | Vĩnh Phúc         | Rahat CSKA           | Sang Som                | Hisamitsu Springs         | Sobaeksu            |
| 2008  | Vĩnh Phúc         | Tianjin Bridgestone  | Sang Som                | Toray Arrows              | Sobaeksu            |
| 2009  | Nakhon Pathom     | Federbrau            | Tianjin Bridgestone     | Toray Arrows              | Zhetysu Almaty      |
| 2010  | Gresik            | Federbrau            | Zhetysu Almaty          | JT Marvelous              | Tianjin Bridgestone |
| 2011  | Vĩnh Phúc         | Chang VC             | Tianjin Bridgestone     | Zhetysu Almaty            | Thong Tin Bank      |
| 2012  | Nakhon Ratchasima | Tianjin Bridgestone  | Torray Arrows           | Chang VC                  | Zhetysu Almaty      |
| 2013  | Buôn Ma Thuột     | Guangdong Evergrande | Zhetysu Almaty          | PFU BlueCats              | Bo Tong Gang        |
| 2014  | Nakhon Pathom     | Hisamitsu Springs    | Tianjin Bohai Bank      | Zhetyssu Taldykorgan      | Taïwan              |
| 2015  | Hà Nam            | Bangkok Glass VC     | Hisamitsu Springs       | Zhejiang Volleyball       | Taiwan Power        |
| 2016  | Binan             | NEC Red Rockets      | Bayi Volleyball         | Bangkok Glass VC          | VK Altaï            |
| 2017  | Öskemen           | Supreme Chonburi     | Hisamitsu Springs       | Tianjin Bohai Bank        | VK Altaï            |
| 2018  | Öskemen           | Supreme Chonburi     | NEC Red Rockets         | Jiangsu Volleyball        | VK Altaï            |
| 2019  | Tianjin           | Tianjin Bohai Bank   | Supreme Chonburi        | Hisamitsu Springs         | VK Altaï            |
| 2021  | Nakhon Ratchasima | VK Altaï             | Nakhon Ratchasima QminC | Supreme Chonburi          | Saipa Tehran        |
| 2022  | Semeï             | Kuanysh              | VK Altaï                | Diamond Food–Fine Chef    | Barij Essence       |
| 2023  | Vĩnh Phúc         | Sport Center 1       | Diamond Food–Fine Chef  | Liaoning Donghua          | King Whale Taipei   |

## Bilan par clubs
| # | Clubs                | Victoires | Années                       |
| - | -------------------- | --------- | ---------------------------- |
| 1 | Tianjin Volleyball   | 5         | 2005, 2006, 2008, 2012, 2019 |
| 2 | Shanghai Volleyball  | 2         | 2000, 2001                   |
| 2 | Federbrau            | 2         | 2009, 2010                   |
| 2 | Hisamitsu Springs    | 2         | 2002, 2014                   |
| 2 | Supreme Chonburi     | 2         | 2017, 2018                   |
| 6 | GS Galtex Seoul      | 1         | 1999                         |
| 6 | Rahat Almaty         | 1         | 2004                         |
| 6 | Rahat CSKA           | 1         | 2007                         |
| 6 | Chang VC             | 1         | 2011                         |
| 6 | Guangdong Evergrande | 1         | 2013                         |
| 6 | Bangkok Glass VC     | 1         | 2015                         |
| 6 | NEC Red Rockets      | 1         | 2016                         |

## Bilan par nation
| Rang  | Nation       | Or | Argent | Bronze | Total |
| ----- | ------------ | -- | ------ | ------ | ----- |
| 1     | Chine        | 8  | 5      | 5      | 18    |
| 2     | Thaïlande    | 6  | 5      | 4      | 15    |
| 3     | Japon        | 3  | 6      | 6      | 13    |
| 4     | Kazakhstan   | 2  | 2      | 3      | 7     |
| 5     | Corée du Sud | 1  | 0      | 1      | 2     |
| 6     | Taïwan       | 0  | 2      | 1      | 3     |
| Total | Total        | 20 | 20     | 20     | 60    |

## Meilleures joueuses par tournoi
| - 1999 – Park Soo-jeong(LG Caltex Oil Corp) - 2001 – Shen Hong(Shanghai Cable TV) - 2002 – Keiko Hara(Hisamitsu Springs) - 2004 – Olga Grushko(Rahat Almaty) - 2005 – Li Shan(Tianjin Bridgestone) - 2006 – Wang Li(Tianjin Bridgestone) - 2007 – Yelena Pavlova(Rahat CSKA) - 2008 – Li Shan(Tianjin Bridgestone) - 2009 – Onuma Sittirak(Federbrau) - 2010 – Nootsara Tomkom(Federbrau) | - 2011 – Wilavan Apinyapong(Chang VC) - 2012 – Yin Na(Tianjin Bridgestone) - 2013 – Xu Yunli(Guangdong Evergrande) - 2014 – Miyu Nagaoka(Hisamitsu Springs) - 2015 – Pleumjit Thinkaow(Bangkok Glass VC) - 2016 – Sarina Koga(NEC Red Rockets) - 2017 – Fatou Diouck (Supreme Chonburi) - 2018 – Ajcharaporn Kongyot(Supreme Chonburi) - 2019 – Li Yingying(Tianjin Bohai Bank) |